# Dysphania nepalensis
Dysphania nepalensis är en amarantväxtart som först beskrevs av Luigi Aloysius Colla och som fick sitt nu gällande namn av Sergej Mosyakin och Steven Earl Clemants. 
Dysphania nepalensis ingår i släktet doftmållor, och familjen amarantväxter. Inga underarter finns listade i Catalogue of Life.